# Les Seins de glace (film, 1974)
Pour les articles homonymes, voir Les Seins de glace.
Pour plus de détails, voir Fiche technique et Distribution.
Les Seins de glace est un film italo-français réalisé par Georges Lautner, sorti en 1974. Le scénario est inspiré du roman de Richard Matheson Les Seins de glace (Someone Is Bleeding) paru en 1953.

## Synopsis
Un écrivain cherche l'inspiration sur une plage de la Côte d'Azur. Il y rencontre Peggy, une jeune femme mystérieuse qui lui fait penser à l'héroïne de son roman. Il entreprend la conquête de cette jeune femme étrange et probablement psychopathe, protégée par un puissant avocat et ses hommes de main.
Des meurtres sont commis. Peggy est la suspecte numéro 1. Elle avait auparavant tué son mari à coups de pic à glace.

## Fiche technique
- Réalisation : Georges Lautner
- 1er Assistant réalisateur : Claude Othnin-Girard
- Réalisateur de seconde équipe : Robin Davis
- Scénario : Georges Lautner, d'après le roman de Richard Matheson Les Seins de glace (Someone Is Bleeding), paru en 1953[1]
- Photographie : Maurice Fellous
- Musique : Philippe Sarde
- Producteur : Raymond Danon, Jacques Dorfmann
- Pays de production :  France -  Italie
- Genre : Drame et thriller
- Durée : 106 minutes
- Date de sortie : 28 août 1974
- Affiche : René Ferracci (France)

## Distribution
- Claude Brasseur : François Rollin
- Mireille Darc : Peggy Lister
- Alain Delon : Marc Rilson
- André Falcon : commissaire Garnier
- Emilio Messina (fi) : Steig
- Michel Peyrelon : Albert
- Philippe Castelli : l'homme dans le parking
- Jean Luisi : le gérant de l'hotel
- Nicoletta Machiavelli (VF : Michèle Bardollet) : Jacqueline Rilson
- Fiore Altoviti : Denis Rilson

## Analyse